# Les Rats (film)
Pour les articles homonymes, voir Les Rats.
Pour plus de détails, voir Fiche technique et Distribution.
Les Rats (Die Ratten) est un film allemand réalisé par Robert Siodmak, sorti en 1955. Elle s'inspire de la pièce du même titre de Gerhart Hauptmann créée en 1911 au théâtre Lessing de Berlin.

## Synopsis
Berlin 1954. Le soir du nouvel an, une jeune femme amnésique cachant une poupée et un passeport d'homme ensanglanté dans son vieux manteau est récupérée par des militaires à un point de contrôle au sortir de la zone britannique. Mise en présence de personnes qu'elle a connus, elle va retrouver la mémoire et une femme, Anna, va révéler son histoire. Pauline, la jeune amnésique, étrangère sans papier, séduite puis abandonnée par son amant allemand, cherche à le retrouver en vain. Elle est enceinte et ne veut plus de ce bébé. Désespérée et sans le sou, elle rencontre Anna, émue, qui, après une nouvelle fausse couche, fait croire à son mari que sa grossesse actuelle se passe bien. Anna lui propose alors de récupérer le bébé et de le faire passer pour le sien. Mais Pauline commence à hésiter.

## Fiche technique
- Titre original : Die Ratten
- Réalisation : Robert Siodmak
- Scénario : Jochen Huth d'après la pièce de théâtre de Gerhart Hauptmann
- Directeur de la photographie : Göran Strindberg
- Durée : 97 minutes
- Genre : Drame
- Pays de production : Allemagne de l'Ouest
- Date de sortie : 6 juillet 1955

## Distribution
- Maria Schell : Pauline Karka
- Curd Jürgens : Bruno Mechelke
- Heidemarie Hatheyer : Anna John
- Gustav Knuth : Karl John
- Ilse Steppat : Mme Knobbe
- Fritz Remond : Harro Hassenreuter
- Barbara Rost : Selma Knobbe
- Hans Bergmann
- Walter Bluhm
- Carl de Vogt
- Erich Dunskus
- Karl Hellmer
- Manfred Meurer
- Edith Schollwer
- Lou Seitz
- Hans Stiebner

## Récompenses et distinctions
- Ours d'or du Meilleur film, 1955
- Prix du cinéma allemand, 1955

## Autres films
Autres films inspirés de la pièce :
- 1921 : Die Ratten, par Hanns Kobe, avec Lucie Höflich, Emil Jannings, Blandine Ebinger, Eugen Klöpfer
- 1955 : Die Ratten, par Robert Siodmak, avec Maria Schell, Curd Jürgens, Heidemarie Hatheyer, Gustav Knuth
- 1959 : Die Ratten, par John Olden, avec Charlotte Kramm, Edith Hancke, Elisabeth Flickenschildt, Gisela von Collande
- 1969 : Die Ratten, par Peter Beauvais, avec Inge Meysel, Reinhard Kolldehoff, Sabine Sinjen, Uwe Friedrichsen
- 1978 : Die Ratten, par Rudolf Noelte, avec Cordula Trantow, Günter Lamprecht, Gottfried John, Will Quadflieg (ZDF-Produktion)